# Psyttalia kolomani
Psyttalia kolomani är en stekelart som beskrevs av Fischer 1996. Psyttalia kolomani ingår i släktet Psyttalia och familjen bracksteklar. Inga underarter finns listade i Catalogue of Life.